# Sportverein Stuttgarter Kickers 1988-1989
Questa voce raccoglie le informazioni riguardanti lo Sportverein Stuttgarter Kickers nelle competizioni ufficiali della stagione 1988-1989.

## Stagione
Nella stagione 1988-1989 il Stuttgarter Kickers, allenato da Manfred Krafft, concluse il campionato di Bundesliga al 17º posto. In Coppa di Germania il Stuttgarter Kickers fu eliminato al primo turno dal Karlsruhe.

## Rosa
| N. |                      | Ruolo | Calciatore       |
| -- | -------------------- | ----- | ---------------- |
|    | Germania (bandiera)  | P     | Armin Jäger      |
|    | Finlandia (bandiera) | P     | Kari Laukkanen   |
|    | Germania (bandiera)  | D     | Ralf Forster     |
|    | Germania (bandiera)  | D     | Andreas Keim     |
|    | Germania (bandiera)  | D     | Heribert Stadler |
|    | Germania (bandiera)  | D     | Wolfgang Wolf    |
|    | Germania (bandiera)  | C     | Ralf Allgöwer    |
|    | Germania (bandiera)  | C     | Andreas Broß     |
|    | Germania (bandiera)  | C     | Frank Elser      |
|    | Germania (bandiera)  | C     | Dirk Fengler     |
|    | Germania (bandiera)  | C     | Bernd Grabosch   |

| N. |                                 | Ruolo | Calciatore          |
| -- | ------------------------------- | ----- | ------------------- |
|    | Germania (bandiera)             | C     | Hans Hein           |
|    | Germania (bandiera)             | C     | Andreas Kleinhansl  |
|    | Germania (bandiera)             | C     | Runald Ossen        |
|    | Germania (bandiera)             | C     | Bernd Schindler     |
|    | Germania (bandiera)             | C     | Niels Schlotterbeck |
|    | Germania (bandiera)             | C     | Alfred Schön        |
|    | Germania (bandiera)             | C     | Wolfgang Schüler    |
|    | Germania (bandiera)             | C     | Alois Schwartz      |
|    | Finlandia (bandiera)            | A     | Ari Hjelm           |
|    | Bosnia ed Erzegovina (bandiera) | A     | Demir Hotić         |
|    | Germania (bandiera)             | A     | Ralf Vollmer        |

## Organigramma societario
Area tecnica
- Allenatore: Manfred Krafft
- Allenatore in seconda:
- Preparatore dei portieri:
- Preparatori atletici:

## Calciomercato

### Sessione estiva
| Acquisti | Acquisti         | Acquisti         | Acquisti |
| R.       | Nome             | da               | Modalità |
| -------- | ---------------- | ---------------- | -------- |
| A        | Ari Hjelm        | Ilves            |          |
| C        | Alfred Schön     | Waldhof Mannheim |          |
| C        | Wolfgang Schüler | Blau-Weiß Berlin |          |
| D        | Wolfgang Wolf    | Kaiserslautern   |          |

| Cessioni | Cessioni          | Cessioni         | Cessioni |
| R.       | Nome              | a                | Modalità |
| -------- | ----------------- | ---------------- | -------- |
| P        | Waldemar Cimander | Ulma             |          |
| A        | Kazimierz Kmiecik | Offenburger      |          |
| A        | Dirk Kurtenbach   | Waldhof Mannheim |          |

### Sessione invernale
| Acquisti | Acquisti | Acquisti | Acquisti |
| R.       | Nome     | da       | Modalità |
| -------- | -------- | -------- | -------- |

| Cessioni | Cessioni  | Cessioni   | Cessioni |
| R.       | Nome      | a          | Modalità |
| -------- | --------- | ---------- | -------- |
| A        | Uwe Igler | Schalke 04 |          |

## Risultati

### Bundesliga

#### Girone di andata
| Arbitro: | Wiesel |

|              |           |                     |
| Grabosch 41’ | Marcatori | 37’ Nehl 89’ Bolzek |

| Arbitro: | Krug |

|            |           |                    |
| Balzis 83’ | Marcatori | 62’ Wolf 71’ Elser |

| Arbitro: | Umbach |

|                     |           |                             |
| Grabosch 17’ (rig.) | Marcatori | 34’, 88’ Harforth 56’ Spies |

| Arbitro: | Pauly |

|                                                          |           |  |
| Allgöwer 18’ (rig.) Laukkanen 45’ (aut.) Walter 47’, 75’ | Marcatori |  |

| Arbitro: | Theobald |

|                       |           |  |
| Vollmer 61’ Igler 82’ | Marcatori |  |

| Arbitro: | Assenmacher |

|                                                      |           |  |
| Dooley 3’, 68’ Schupp 20’ Roos 33’, 44’ Hartmann 88’ | Marcatori |  |

| Arbitro: | Werner |

|           |           |                                      |
| Ossen 64’ | Marcatori | 22’ (aut.) Schön 82’ Waas 84’ Täuber |

| Arbitro: | Osmers |

|           |           |           |
| Thiele 2’ | Marcatori | 76’ Igler |

| Arbitro: | Assenmacher |

|  |           |                                                       |
|  | Marcatori | 14’ Ordenewitz 28’, 72’, 87’ Neubarth 53’, 63’ Riedle |

| Arbitro: | Merk |

|            |           |           |
| Dickel 19’ | Marcatori | 28’ Hjelm |

| Arbitro: | Pauly |

|  |           |              |
|  | Marcatori | 31’ Hellberg |

| Arbitro: | Harder |

|                                        |           |  |
| Thon 12’ Augenthaler 26’ Wohlfarth 57’ | Marcatori |  |

| Arbitro: | Richmann |

|                          |           |               |
| Bührer 71’ Siebrecht 88’ | Marcatori | 10’, 45’ Hein |

| Arbitro: | Löwer |

|                        |           |                     |
| Hein 17’ Schindler 51’ | Marcatori | 42’ Olck 62’ Gronau |

| Arbitro: | Diekert |

|                                    |           |            |
| Rahn 31’, 60’, 74’ Allofs 44’, 45’ | Marcatori | 8’ Schüler |

| Arbitro: | Zimmermann |

|                            |           |              |
| Hotić 17’, 90’ Vollmer 54’ | Marcatori | 12’ Nijskens |

| Arbitro: | Fux |

|                                    |           |                                 |
| Schwabl 10’ Wagner 12’ Stenzel 82’ | Marcatori | 32’ Schüler 49’ Hjelm 83’ Hotić |

#### Girone di ritorno
| Arbitro: | Umbach |

|               |           |           |
| Kree 40’, 71’ | Marcatori | 90’ Hotić |

| Arbitro: | Föckler |

|  |           |              |
|  | Marcatori | 18’ Eckstein |

| Arbitro: | Scheuerer |

|               |           |  |
| Pilipović 56’ | Marcatori |  |

| Arbitro: | Wiesel |

|  |           |                             |
|  | Marcatori | 45’ Walter 90’ Sigurvinsson |

| Arbitro: | Löwer |

|                               |           |  |
| Bein 18’ Furtok 26’ Moser 52’ | Marcatori |  |

| Arbitro: | Osmers |

|                      |           |  |
| Wolf 17’ Schüler 89’ | Marcatori |  |

| Arbitro: | Dellwing |

|                  |           |                                |
| Rolff 78’ (rig.) | Marcatori | 32’ Schüler 63’ Wolf 75’ Hotić |

| Arbitro: | Harder |

|                           |           |  |
| Schüler 43’, 86’ Wolf 83’ | Marcatori |  |

| Arbitro: | Broska |

|                                                        |           |  |
| Neubarth 16’ Bratseth 42’ (rig.) Riedle 71’ Wolter 82’ | Marcatori |  |

| Arbitro: | Mierswa |

|                  |           |                     |
| Hjelm 90’ (rig.) | Marcatori | 54’ Mill 82’ Dickel |

| Arbitro: | Matheis |

|                                    |           |                                         |
| Grillemeier 48’ Geils 62’ Kohn 67’ | Marcatori | 52’, 89’ Hjelm 58’ Vollmer 83’ Grabosch |

| Arbitro: | Richmann |

|                      |           |  |
| Wolf 18’ Schüler 74’ | Marcatori |  |

| Arbitro: | Schmidhuber |

|             |           |                         |
| Schüler 60’ | Marcatori | 19’ Lux 48’, 89’ Bührer |

| Arbitro: | Kriegelstein |

|            |           |  |
| Zander 26’ | Marcatori |  |

| Stoccarda 6 giugno 1989, ore 20:00 CEST 32ª giornata | Kickers Stoccarda | 0 – 0 referto | Colonia | Neckarstadion (8 900 spett.)\| Arbitro: \| Tritschler \| |
| Arbitro:                                             | Tritschler        |               |         |                                                          |

| Arbitro: | Zimmermann |

|           |           |                           |
| Mathy 46’ | Marcatori | 9’ Schüler 22’, 32’ Hotić |

| Arbitro: | Umbach |

|               |           |  |
| Schindler 54’ | Marcatori |  |

### Coppa di Germania
| Arbitro: | Brehm |

|                |           |              |
| Spies 54’, 73’ | Marcatori | 70’ Grabosch |

## Statistiche

### Statistiche di squadra
| Competizione      | Punti | In casa | In casa | In casa | In casa | In casa | In casa | In trasferta | In trasferta | In trasferta | In trasferta | In trasferta | In trasferta | Totale | Totale | Totale | Totale | Totale | Totale | DR  |
| Competizione      | Punti | G       | V       | N       | P       | Gf      | Gs      | G            | V            | N            | P            | Gf           | Gs           | G      | V      | N      | P      | Gf     | Gs     | DR  |
| ----------------- | ----- | ------- | ------- | ------- | ------- | ------- | ------- | ------------ | ------------ | ------------ | ------------ | ------------ | ------------ | ------ | ------ | ------ | ------ | ------ | ------ | --- |
| Bundesliga        | 26    | 17      | 6       | 2       | 9       | 20      | 26      | 17           | 4            | 4            | 9            | 21           | 42           | 34     | 10     | 6      | 18     | 41     | 68     | -27 |
| Coppa di Germania | -     | 0       | 0       | 0       | 0       | 0       | 0       | 1            | 0            | 0            | 1            | 1            | 2            | 1      | 0      | 0      | 1      | 1      | 2      | -1  |
| Totale            | 26    | 17      | 6       | 2       | 9       | 20      | 26      | 18           | 4            | 4            | 10           | 22           | 44           | 35     | 10     | 6      | 19     | 42     | 70     | -28 |

### Andamento in campionato
| Giornata  | 1  | 2 | 3  | 4  | 5  | 6  | 7  | 8  | 9  | 10 | 11 | 12 | 13 | 14 | 15 | 16 | 17 | 18 | 19 | 20 | 21 | 22 | 23 | 24 | 25 | 26 | 27 | 28 | 29 | 30 | 31 | 32 | 33 | 34 |
| --------- | -- | - | -- | -- | -- | -- | -- | -- | -- | -- | -- | -- | -- | -- | -- | -- | -- | -- | -- | -- | -- | -- | -- | -- | -- | -- | -- | -- | -- | -- | -- | -- | -- | -- |
| Luogo     | C  | T | C  | T  | C  | T  | C  | T  | C  | T  | C  | T  | T  | C  | T  | C  | T  | T  | C  | T  | C  | T  | C  | T  | C  | T  | C  | T  | C  | C  | T  | C  | T  | C  |
| Risultato | P  | V | P  | P  | V  | P  | P  | N  | P  | N  | P  | P  | N  | N  | P  | V  | N  | P  | P  | P  | P  | P  | V  | V  | V  | P  | P  | V  | V  | P  | P  | N  | V  | V  |
| Posizione | 13 | 9 | 14 | 17 | 13 | 16 | 17 | 17 | 17 | 17 | 18 | 18 | 18 | 18 | 18 | 16 | 16 | 16 | 17 | 18 | 18 | 18 | 18 | 17 | 17 | 17 | 17 | 17 | 17 | 17 | 17 | 17 | 17 | 17 |

Legenda:

Luogo: C = Casa; T = Trasferta. Risultato: V = Vittoria; N = Pareggio; P = Sconfitta.

### Statistiche dei giocatori
| Giocatore        | Bundesliga | Bundesliga | Bundesliga  | Bundesliga | Coppa di Germania | Coppa di Germania | Coppa di Germania | Coppa di Germania | Totale   | Totale | Totale      | Totale     |
| Giocatore        | Presenze   | Reti       | Ammonizioni | Espulsioni | Presenze          | Reti              | Ammonizioni       | Espulsioni        | Presenze | Reti   | Ammonizioni | Espulsioni |
| ---------------- | ---------- | ---------- | ----------- | ---------- | ----------------- | ----------------- | ----------------- | ----------------- | -------- | ------ | ----------- | ---------- |
| R. Allgöwer      | 11         | 0          | 0           | 0          | 1                 | 0                 | 0                 | 0                 | 12       | 0      | 0           | 0          |
| A. Broß          | 0          | 0          | 0           | 0          | 0                 | 0                 | 0                 | 0                 | 0        | 0      | 0           | 0          |
| F. Elser         | 14         | 1          | 2           | 0          | 1                 | 0                 | 0                 | 0                 | 15       | 1      | 2           | 0          |
| D. Fengler       | 7          | 0          | 5           | 0          | 0                 | 0                 | 0                 | 0                 | 7        | 0      | 5           | 0          |
| R. Forster       | 0          | 0          | 0           | 0          | 0                 | 0                 | 0                 | 0                 | 0        | 0      | 0           | 0          |
| B. Grabosch      | 28         | 3          | 3           | 0          | 1                 | 1                 | 0                 | 0                 | 29       | 4      | 3           | 0          |
| H. Hein          | 16         | 3          | 4           | 0          | 1                 | 0                 | 0                 | 0                 | 17       | 3      | 4           | 0          |
| A. Hjelm         | 32         | 5          | 6           | 0          | 1                 | 0                 | 0                 | 0                 | 33       | 5      | 6           | 0          |
| D. Hotić         | 23         | 7          | 3           | 0          | 0                 | 0                 | 0                 | 0                 | 23       | 7      | 3           | 0          |
| U. Igler         | 10         | 2          | 0           | 0          | 0                 | 0                 | 0                 | 0                 | 10       | 2      | 0           | 0          |
| A. Jäger         | 7          | 0          | 1           | 0          | 0                 | 0                 | 0                 | 0                 | 7        | 0      | 1           | 0          |
| A. Keim          | 17         | 0          | 0           | 0          | 0                 | 0                 | 0                 | 0                 | 17       | 0      | 0           | 0          |
| A. Kleinhansl    | 20         | 0          | 2           | 0          | 0                 | 0                 | 0                 | 0                 | 20       | 0      | 2           | 0          |
| K. Laukkanen     | 28         | 0          | 1           | 0          | 1                 | 0                 | 0                 | 0                 | 29       | 0      | 1           | 0          |
| R. Ossen         | 28         | 1          | 6           | 0          | 1                 | 0                 | 1                 | 0                 | 29       | 1      | 7           | 0          |
| B. Schindler     | 29         | 2          | 5           | 0          | 1                 | 0                 | 0                 | 0                 | 30       | 2      | 5           | 0          |
| N. Schlotterbeck | 22         | 0          | 4           | 2          | 1                 | 0                 | 0                 | 0                 | 23       | 0      | 4           | 2          |
| A. Schwartz      | 15         | 0          | 7           | 0          | 0                 | 0                 | 0                 | 0                 | 15       | 0      | 7           | 0          |
| A. Schön         | 29         | 0          | 5           | 0          | 1                 | 0                 | 0                 | 0                 | 30       | 0      | 5           | 0          |
| W. Schüler       | 26         | 9          | 3           | 0          | 0                 | 0                 | 0                 | 0                 | 26       | 9      | 3           | 0          |
| H. Stadler       | 7          | 0          | 2           | 0          | 1                 | 0                 | 1                 | 0                 | 8        | 0      | 3           | 0          |
| R. Vollmer       | 32         | 3          | 3           | 0          | 1                 | 0                 | 0                 | 0                 | 33       | 3      | 3           | 0          |
| W. Wolf          | 32         | 5          | 5           | 0          | 1                 | 0                 | 0                 | 0                 | 33       | 5      | 5           | 0          |